# Diphthongverhärtung
Unter Diphthongverhärtung versteht man die Entwicklung von einem Diphthong hin zu einer Kombination eines einfachen Vokals mit einem Verschlusslaut. Dieses auffällige phonetische Phänomen tritt mitunter in rätoromanischen und franko-provenzalischen Dialekten auf. Da es sich beim Verschlusslaut meist um ein k (bzw. g) handelt, ist in der französischsprachigen Literatur auch von einem k parasite die Rede.
Die Diphthongverhärtung macht zum Beispiel aus einem bouv ein bocf (Oberengadiner Romanisch für Ochse) oder aus einer crousch eine crocsch (Oberhalbsteiner Romanisch für Kreuz). Dieses zusätzliche k bzw. c bleibt jedoch auf die Ebene der Mundart beschränkt; in der Schriftsprache wurde es nicht kodifiziert. Im rätoromanischen Sprachgebiet beschränkt sich dieses Phänomen auf den Oberhalbstein, Bergün und Teile des Oberengadins. Möglicherweise unter dem Einfluss der Schriftsprache und des benachbarten Unterengadiner Romanischen wurde die Diphthongverhärtung im Oberengadiner Romanischen in den letzten Jahrzehnten stark zurückgedrängt.
Beispiele aus dem franko-provenzalischen Dialekt von Fénis im Aostatal sind soucsiye gegenüber frz. semelles (‚Sohle‘) und victo gegenüber frz. vite (‚schnell‘).